# Kim Jong-sam
Kim Jong-sam (korejsky 김영삼) (20. prosince 1927 Geoje, Korea – 22. listopadu 2015 Soul, Jižní Korea) Korea) byl jihokorejský politik a demokratický aktivista. V letech 1993 až 1998 byl 7. prezidentem Korejské republiky. 30 let významně ovlivňoval místní politickou scénu. Byl rivalem jihokorejského politika Paka Čong-hi.

## Vyznamenání
- velkokříž Řádu za zásluhy Polské republiky (Polsko, 1994)[1]
- velkokříž Řádu dobré naděje (Jihoafrická republika, 1995)[2]
- řetěz Řádu za občanské zásluhy (Španělsko, 18. října 1996)[3]